# Strefa uskokowa Owena

Strefa uskokowa Owena

Strefa uskokowa Owena (ang. Owen Fracture Zone, Owen Transform Fault) – uskok transformacyjny znajdujący się w północno-zachodniej części Oceanu Indyjskiego. Należy do ogólnoświatowego systemu rozłamów skorupy ziemskiej.
Ciągnie się od Grzbietu Arabsko-Indyjskiego na południu do Grzbietu Adeńskiego na północy, rozsuwając znajdujące się w nich doliny ryftowe i strefy spreadingu. Kontynuuje się ku północnemu wschodowi w głąb Oceanu Indyjskiego.
Angielski termin Owen Transform Fault (uskok transformacyjny Owena) oznacza aktywną część uskoku, leżącą pomiędzy oboma grzbietami.
Oddziela leżącą na wschodzie płytę arabską od płyty indoaustralijskiej oraz na krótkim dystansie od płyty afrykańskiej.
Nazwa pochodzi od okrętu Królewskiej Marynarki Wojennej HMS Owen który w kwietniu i maju 1963 r. odkrył tę strefę.